# Philodendron coriaceum
Philodendron coriaceum är en kallaväxtart som beskrevs av Thomas Bernard Croat och D.C.Bay. Philodendron coriaceum ingår i släktet Philodendron och familjen kallaväxter. Inga underarter finns listade.